# Musée-galerie de la Seita
Le musée-galerie de la Seita est ouvert au public en 1979 dans le 7e arrondissement de Paris, il a fermé en juin 2000,.

## Emplacement
Le musée était installée rue Surcouf, sur une partie du terrain de l'ancienne manufacture des tabacs du Gros-Caillou, fermée en 1904 et détruite en 1909.

## Histoire
Le musée-galerie de la Seita présentait des collections sur l'histoire du tabac et de ses usages depuis le XVIe siècle, acquises à partir de 1937 par la Société d'exploitation industrielle des tabacs et des allumettes (Seita) pour le Pavillon des tabacs (Robert Mallet-Stevens) de l'exposition internationale de Paris de 1937. Pendant plus d’un demi-siècle, l'entreprise publique créée en 1926 avait rassemblé des objets uniques qui témoignaient des modes de consommation du tabac : râpes, pots et tabatières du temps où l’on prisait, pipes de toutes matières et de toutes origines, étuis à cigares, afin de constituer une collection nationale de référence. En 1979, la société avait enrichi le musée en acquérant la collection particulière d’Eugène Jance.
La galerie présentait quant à elle de nombreuses expositions temporaires, avec des artistes tels que Jean-Michel Basquiat, Alfred Courmes Réalistes des années 20 (1998), Otto Dix, Christian Fossier Le Dessin français (1982), Hucleux Autoportraits contemporains (1985-86), Alexi von Jawlensky, Alfred Kubin, Robert Massin (1989), Gottfried Salzmann ou encore Marianne von Werefkin.
En 1984, la galerie avait organisé l'exposition de canivetie Un siècle d’images de piété, 1814-1914, à partir d'images recueillies par la bibliothèque du Saulchoir.
À la suite de la fusion de la Seita, privatisée en 1995, avec la société espagnole Tabacalera, pour former le groupe Altadis, le musée est fermé en juin 2000 au profit d'une réorientation de ses actions vers le mécénat en faveur des artistes contemporains. Et lorsque le groupe devint en 2008 une filiale du groupe anglais Imperial Tobacco, la collection fut dispersée.
Environ la moitié de la collection, représentant les plus belles pièces de la collection du musée de la Seita, soit 500 objets, dont plus de 170 pipes, une trentaine de fourneaux, une quarantaine de tabatières, une centaine de râpes et de pots à tabac, des enseignes, furent vendues aux enchères en septembre 2009 en deux vacations, à Drouot Richelieu et à Riom, ce qui constitua l'unique cas d'aliénation en France d'une collection originellement publique et à vocation nationale, ayant ensuite subi une privatisation, à la différence des collections du musée de La Poste par exemple. En raison de ce statut particulier, le reste de la collection, soit 521 objets, dont plus de 300 datant des XVIIIe et XIXe siècles et 45 livres, fut néanmoins donné au musée du tabac de Bergerac, créé en 1950 et installé en 1983 dans la maison Peyrarède datant du XVIIe siècle, tandis que l’ensemble des archives historiques (affiches, photos, paquets anciens, etc.) fut versé au ministère des Finances.